# Paxillus obscurisporus

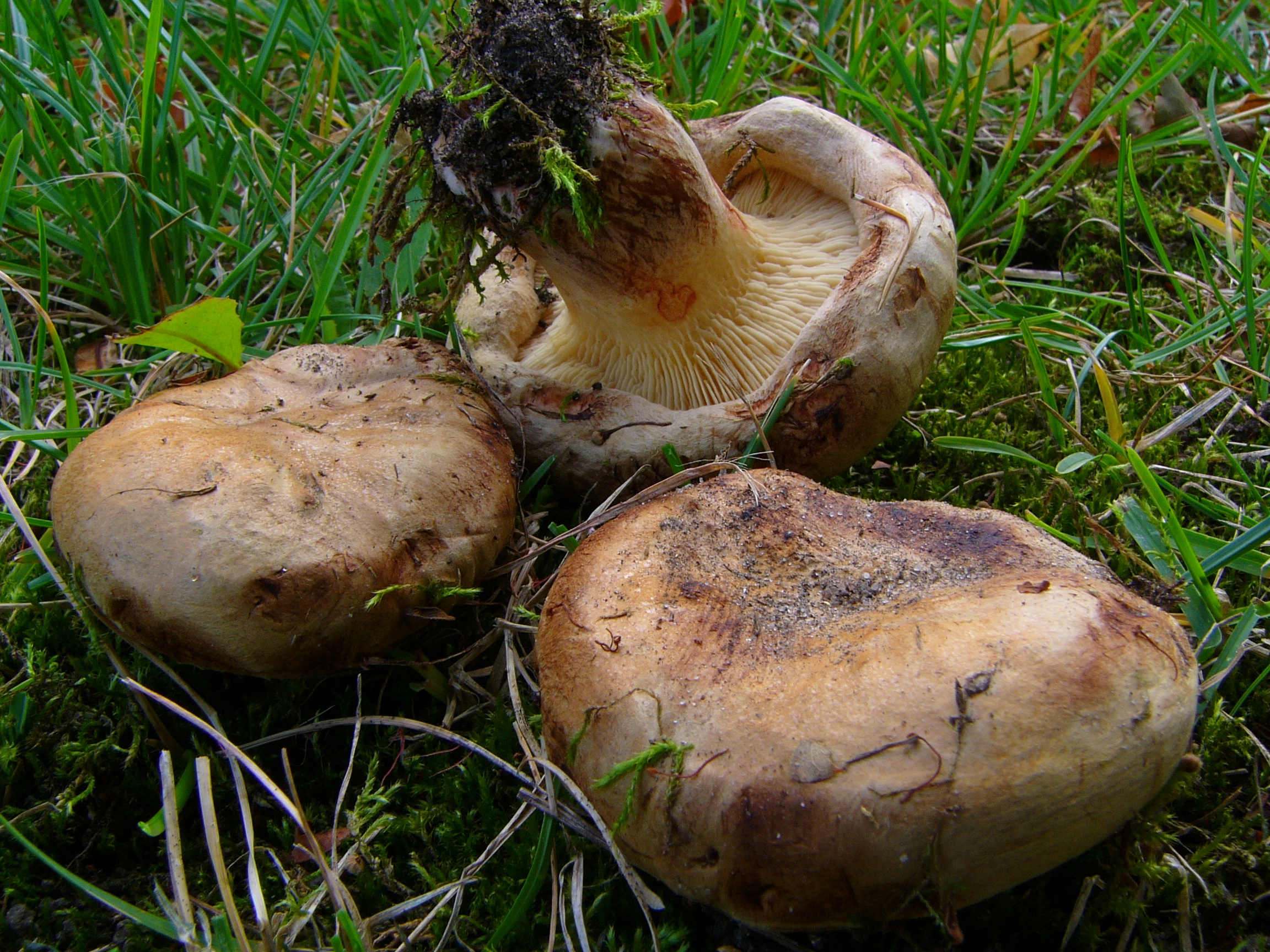

Paxillus obscurisporus C. Hahn – gatunek grzybów z rodziny krowiakowatych.

## Systematyka i nazewnictwo
Pozycja w klasyfikacji według Index Fungorum: Paxillus, Paxillaceae, Boletales, Agaricomycetidae, Agaricomycetes, Agaricomycotina, Basidiomycota, Fungi.
Po raz pierwszy opisał go Christoph Johannes Hahn w 1999 r. pod lipami w Niemczech.

## Morfologia
Kapelusz
Średnica 7–35 cm, u młodych okazów wypukły z silnie podwiniętym brzegiem, potem płasko wypukły, w końcu na środku wklęsły. Powierzchnia w stanie wilgotnym lepka, bladoochrowa i delikatnie omszona, z wiekiem staje się gładsza. Brzeg początkowo wyraźnie podwinięty, ale ostatecznie prawie równy z coraz bardziej widocznymi, szerokimi, promienistymi bruzdami.
Blaszki
Przyrośnięte, gęste z międzyblaszkami, początkowo bladoochrowe, potem czerwonawo-brązowe, ciemniejące z wiekiem.
Trzon
Wysokość 3–5 cm, grubość 1,5–4 cm, cylindryczny. Powierzchnia lekko omszona, po zgnieceniu zmieniająca barwę na czerwonobrązową. U podstawy widoczna kremowo różowa grzybnia.
Miąższ
Gruby, bez wyraźnego zapachu, w smaku kwaśny.
Gatunki podobne
Charakterystyczną cechą Paxillus obscurisporus jest duży kapelusz, o średnicy większej niż u innych gatunków krowiaków.
Cechy mikroskopowe
Bazydiospory szeroko elipsoidalne, gładkie, 5–6,5 × 7–10,5µm

## Występowanie i siedlisko
Podano występowanie w Ameryce Północnej, Europie i Azji. W Polsce jego stanowiska po raz pierwszy podano w 2015 r. Aktualne stanowiska podaje także internetowy atlas grzybów. Znajduje się w nim na liście gatunków zagrożonych i wartych objęcia ochroną.
Naziemny grzyb mykoryzowy. Występuje zwykle pod drzewami liściastymi na poboczach dróg i w parkach.
Krowiak podwinięty (Paxillus invollutus) jest grzybem trującym, a ponieważ jest to bardzo bliski krewny, najprawdopodobniej Paxillus obscurisporus jest również trujący.